# Andrei Bukhlitski

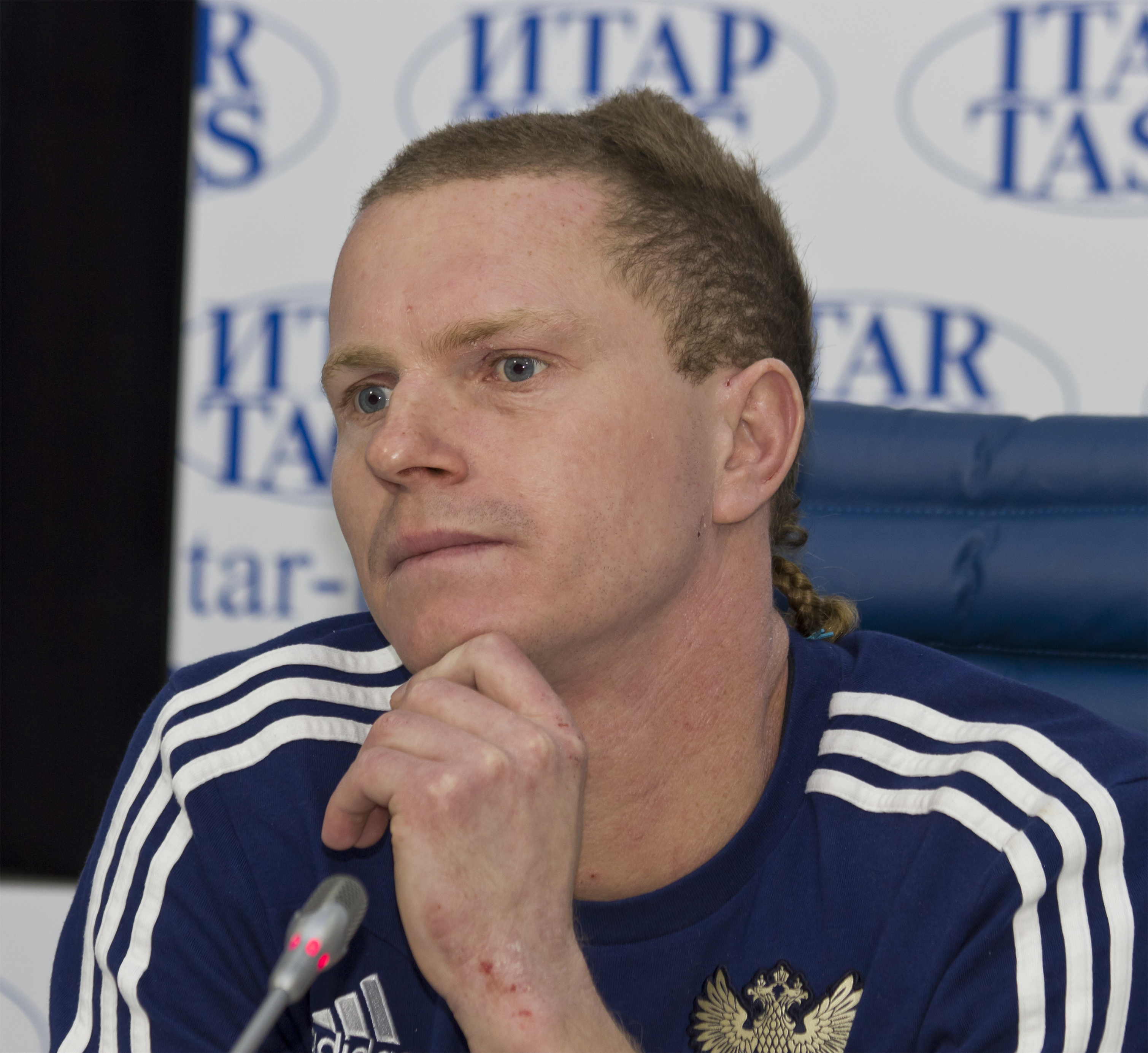

Andrei Bukhlitski (7 de fevereiro de 1982) é um jogador russo de futebol de praia. Actuava como guarda-redes, tornando-se posteriormente treinador de goleiros da seleção nacional  de seu país.

## Prêmios
- Melhor guarda-redes da Liga Europeia de Futebol de Praia: 2007.[carece de fontes?]